# Lukarsko Goševo
Lukarsko Goševo (izvirno srbsko Лукарско Гошево) je naselje v Srbiji, ki upravno spada pod Mesto Novi Pazar; slednja pa je del Raškega upravnega okraja.

## Demografija
V naselju živi 553 polnoletnih prebivalcev, pri čemer je njihova povprečna starost 31,2 let (32,3 pri moških in 30,2 pri ženskah). Naselje ima 177 gospodinjstev, pri čemer je povprečno število članov na gospodinjstvo 4,80.
|  |

| Demografija | Demografija     | Demografija     |
| Leto        | Št. prebivalcev | Št. prebivalcev |
| ----------- | --------------- | --------------- |
|             |                 |                 |
|             |                 |                 |
|             |                 |                 |
|             |                 |                 |
| 1948        | 833             |                 |
| 1953        | 877             |                 |
| 1961        | 980             |                 |
| 1971        | 1074            |                 |
| 1981        | 1129            |                 |
| 1991        | 1007            | 974             |
| 2002        | 1001            | 850             |
|             |                 |                 |

| Etnična sestava po popisu iz leta 2002 | Etnična sestava po popisu iz leta 2002 | Etnična sestava po popisu iz leta 2002 | Etnična sestava po popisu iz leta 2002 | Etnična sestava po popisu iz leta 2002 |
| -------------------------------------- | -------------------------------------- | -------------------------------------- | -------------------------------------- | -------------------------------------- |
| Bošnjaki                               | Bošnjaki                               |                                        | 729                                    | 85,76%                                 |
| Srbi                                   | Srbi                                   |                                        | 107                                    | 12,58%                                 |
| Muslimani                              | Muslimani                              |                                        | 13                                     | 1,52%                                  |
| Albanci                                | Albanci                                |                                        | 1                                      | 0,11%                                  |
| Neznano                                | Neznano                                |                                        | 0                                      | 0,0%                                   |